# Classe Kirov (cruzadores pesados)
A Classe Kirov, designada oficialmente como Projeto 26, foi uma classe de cruzadores pesados operada pela Frota Naval Militar Soviética, composta pelo Kirov, Voroshilov, Maxim Gorky, Molotov, Kaganovich e Kalinin. Suas construções começaram entre 1935 e 1938 nos Estaleiros Nº 189, Nº 198 e Nº 199, foram lançados ao mar entre 1936 e 1942 e comissionados entre 1938 e 1944. O projeto da classe foi inspirado no cruzador rápido italiano Raimondo Montecuccoli, mas adaptado para acomodar uma torre de artilharia maior e outras preferências soviéticas. Os navios foram construídos em pares e incorporavam melhoramentos em relação aos anteriores em questões de tamanho e armamentos.
Os seis cruzadores da Classe Kirov eram armados com uma bateria principal composta por nove canhões de 180 milímetros montados em três torres de artilharia triplas. Tinham um comprimento de fora a fora de 191 metros, uma boca de dezessete metros, um calado de seis metros e um deslocamento carregado entre nove e dez mil toneladas. Seus sistemas de propulsão eram compostos por seis caldeiras a óleo combustível que alimentavam dois conjuntos de turbinas a vapor, que por sua vez giravam duas hélices até uma velocidade máxima de 36 nós (67 quilômetros por hora). Os navios também eram protegidos por um cinturão de blindagem de cinquenta a setenta milímetros de espessura.
O Kirov e o Maxim Gorky foram designados para a Frota do Báltico, enquanto o Voroshilov e o Molotov foram colocados na Frota do Mar Negro. Os quatro lutaram na Segunda Guerra Mundial depois da invasão alemã em 1941, participando da escolta de comboios e operações de bombardeio litorâneo. A construção do Kaganovich e Kalinin foi atrasada pelo andamento da guerra e eles só foram entrar em serviço nos últimos anos do conflito, não participando de combates como parte da Frota do Pacífico. Os seis continuaram servindo depois guerra como navios-escola ou em outras funções secundárias. Três foram tirados de serviço e desmontados na década de 1960 e os restantes dez anos depois.

## Desenvolvimento
A indústria soviética era incapaz de projetar por conta própria navios de guerra grandes e complexos nos anos após Revolução Russa e Guerra Civil Russa, procurando então ajuda externa. A italiana Ansaldo deu aos soviéticos plantas do cruzador rápido Raimondo Montecuccoli, com projeto de 7,2 mil toneladas e armado com seis canhões de 180 milímetros em torres de artilharia duplas sendo produzido em 1933. Os italianos garantiram que o navio poderia alcançar 37 nós (69 quilômetros por hora) nos testes marítimos se o tamanho ficasse dentro do limite de 7,2 mil toneladas. O projetista de uma nova torre de artilharia conseguiu persuadir seus superiores que seria possível encaixar torres triplas na embarcação dentro do limite especificado, com este projeto sendo aprovado em novembro de 1934 como o Projeto 26.
Os soviéticos compraram plantas e um exemplar do sistema de propulsão do sucessor Eugenio di Savoia. Eles tiveram dificuldade em adaptar o maquinário mais poderoso em um casco menor, assim o início da construção dos novos navios foi adiado. Outro problema era que o projeto italiano precisou ser adaptado para a preferência soviética de uma mistura de armações longitudinais do casco à meia-nau e armações transversais para proa e popa, ao mesmo tempo reforçando a estrutura a fim de aguentar as condições climáticas mais severas que os soviéticos costumavam encontrar.
Os navios da Classe Kirov foram construídos em pares, cada um incorporando alguns melhoramentos em relação ao anterior. Estes pares foram designados como Projeto 26, Projeto 26bis e Projeto 26bis2, nesta sequência. As diferenças normalmente eram relacionadas com tamanho, blindagem, armamento e aeronaves.

## Projeto

### Características
Os navios do Projeto 26 tinham 191,3 metros de comprimento de fora a fora, uma boca de 17,66 metros e um calado máximo de 6,15 metros. Tinham um deslocamento padrão 7 890 toneladas e um deslocamento carregado de 9 436 toneladas. Tinham um único leme e consequentemente não eram muito manobráveis. O Kirov e o Voroshilov foram equipados com um enorme mastro de vante tetrápode, mas ele acabava restringindo o campo de visão da torre de comando e os arcos de disparo dos canhões antiaéreos de 100 milímetros, além de aumentar em muito suas silhuetas. Foi reduzido para um mastro de poste simples nos cruzadores seguintes enquanto a superestrutura foi ampliada com o objetivo de acomodar as instalações de controle de disparo que ficavam nos mastros de vante.
Os navios Projeto 26bis incorporam várias mudanças. Tinham um deslocamento padrão de 8 177 toneladas e um deslocamento carregado de 9 728 toneladas. Tinham as dimensões ligeiramente maiores, com 191,4 metros de comprimento de fora a fora e calado máximo de 6,3 metros. Mostraram-se os navios mais rápidos da classe durante seus testes marítimos com 36,72 nós (68,01 quilômetros por hora). O Projeto 26bis2 era ainda maior, com deslocamento padrão de 8,4 mil toneladas e deslocamento carregado de 10,4 mil toneladas. Era vinte centímetros menor com 191,2 metros de comprimento de fora a fora, porém o comprimento da linha de flutuação se manteve se manteve o mesmo. Suas turbinas eram um pouco mais potentes.

### Propulsão

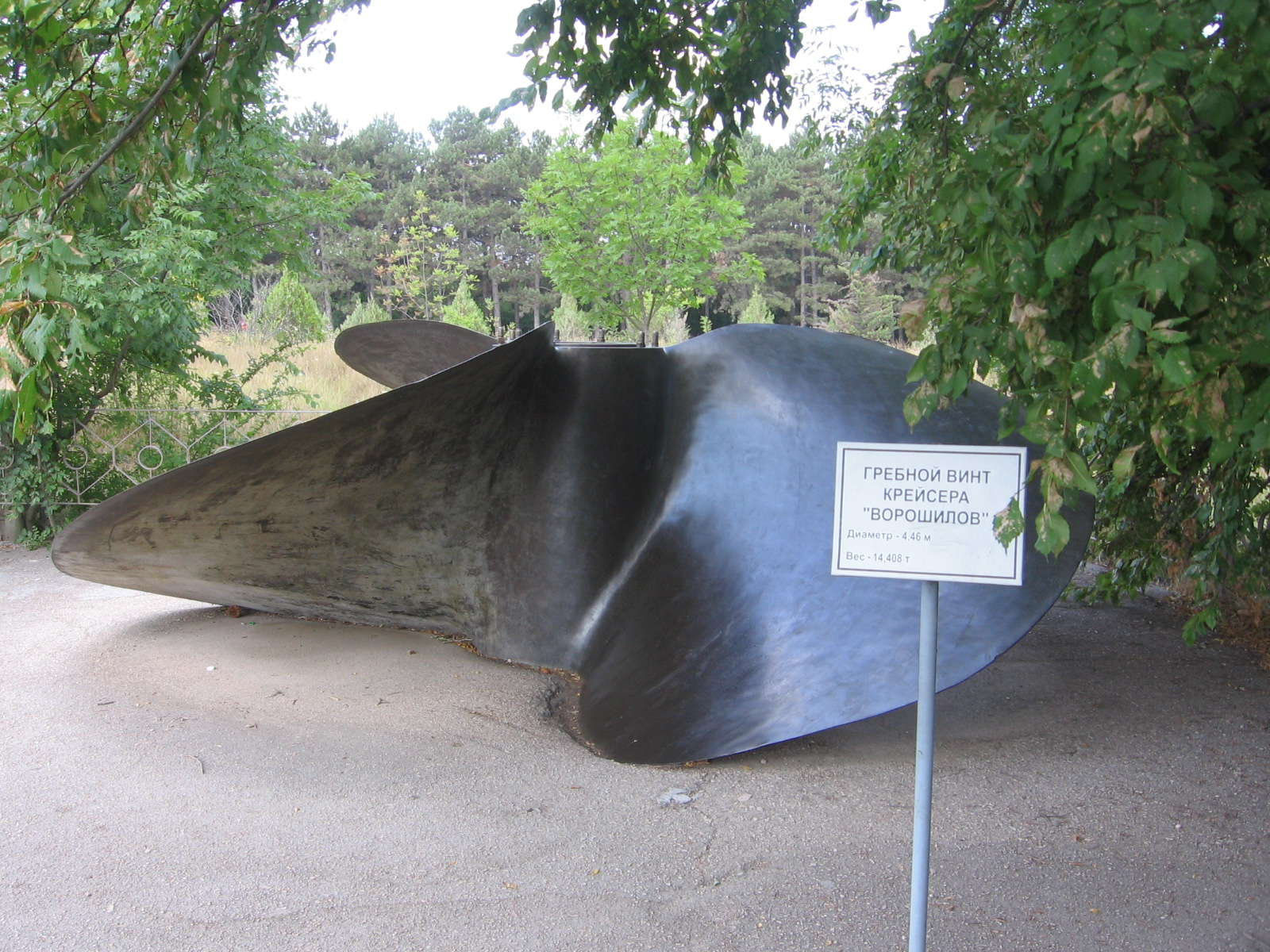
Uma das hélices do Voroshilov

O sistema de propulsão consistia em duas hélices com salas de máquinas e caldeiras alternadas. Os maquinários do Kirov foram enviados da Itália, desviados da construção do Eugenio di Savoia. Os maquinários do resto dos navios foram construídos em Carcóvia com plantas italianas. As turbinas a vapor TB-7 soviéticas acaram se mostrando mais potentes e mais econômicas do que as originais italianas. O Kirov queimava oitocentos quilogramas de óleo combustível por cavalo-vapor comparados aos 623 quilogramas do Kalinin. A potência das turbinas do Kirov chegou a apenas 115 mil cavalos-vapor (84,6 mil quilowatts) durante seus testes marítimos, enquanto a do Voroshilov chegou a 124,2 mil cavalos-vapor (91,3 mil quilowatts). Todos os seis navios eram equipados com caldeiras de tubos d'água Yarrow-Normand licenciadas com uma capacidade normal de 106 toneladas por hora de vapor superquente a uma pressão de 25 quilogramas-força por centímetro quadrado (2 452 quilopascais) a uma temperatura de 325 graus Celsius. Haviam duas turbinas por cruzador e cada uma girava uma hélice de bronze com três lâminas de 4,7 metros de diâmetro. A velocidade máxima projetada era de 36 nós (67 quilômetros por hora), porém isto variava de navio a navio. Podiam normalmente carregar entre seiscentas e 650 toneladas de óleo combustível, enquanto a capacidade máxima em deslocamento carregado variava entre 1 150 e 1 660 toneladas. A autonomia também variava bastante, ficando de 2 140 a 4 220 milhas náuticas (3 960 a 7 820 quilômetros) a dezoito nós (33 quilômetros por hora). A quantidade máxima de combustível que podia ser carregada ficava entre 1 430 a 1 750 toneladas.

### Armamento

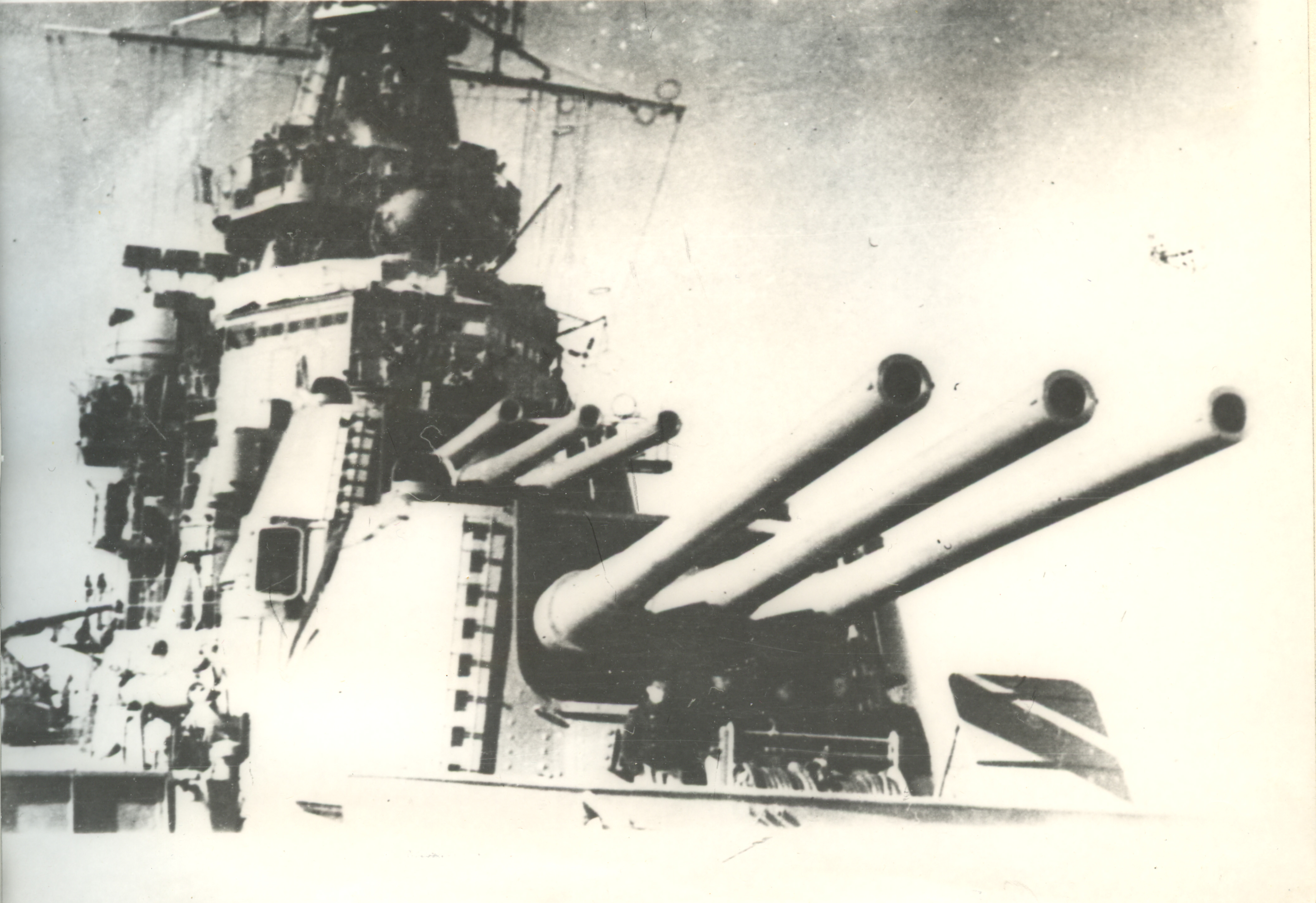
As torres de artilharia de vante do Voroshilov em 1942

O armamento principal consistia em nove canhões B-1-P calibre 57 de 180 milímetros montados em três torres de artilharia MK-3-180 triplas elétricas. As torres eram bem pequenas para encaixarem no espaço disponível e eram tão apertadas que sua cadência de tiro era muito mais baixa do que projetado: dois disparos por minuto em vez de seis. As armas ficavam montadas em um único berço para minimizar o espaço e eram tão próximas umas das outras que sua dispersão era muito alta, pois um canhão era afetado pela onda de choque dos adjacentes. As torres pesavam aproximadamente 236 a 247 toneladas, com as armas podendo abaixar até quatro graus negativos e elevar até 48 graus. Disparavam projéteis de 97,55 quilogramas a uma velocidade de saída de novecentos a 920 metros por segundo, o que dava um alcance de 38 quilômetros dependendo da munição e tipo do canhão. Cada navio normalmente carregava cem projéteis por arma, porém os cruzadores do Projeto 26 podiam carregar em sobrepeso quatro projéteis a mais por canhão.
O armamento secundário tinha seis canhões antiaéreos B-34 calibre 56 de 100 milímetros em montagens únicas nas laterais da segunda chaminé, exceto nos navios do Projeto 26bis2, que foram equipados com oito canhões 90-K calibre 52 de 85 milímetros por problemas enfrentados no programa das armas B-34. Cada canhão B-34 tinha um carregamento de 325 projéteis, enquanto os canhões 90-K tinham um carregamento de trezentos projéteis por arma. A bateria antiaérea leve inicialmente era formada por seis canhões 21-K semiautomáticos de 45 milímetros com seiscentos projéteis cada e quatro metralhadoras DK de 12,7 milímetros com 12,5 mil projéteis cada. O Projeto 26bis tinha nove canhões 21-K e o Projeto 26bis2 foi construído com dez canhões 70-K automáticos de 37 milímetros com mil projéteis cada. A maioria ou todos os canhões 21-K foram substituídos durante a Segunda Guerra Mundial por armas 70-K ou por uma ou duas montagens quádruplas de metralhadoras Vickers Marco III Lend-Lease, mas a composição da bateria antiaérea de cada embarcação variava.
Havia seis tubos de torpedo 39-Yu em dois lançadores triplos, com eles podendo ser ajustados individualmente para que os salvos fossem espalhados. O Molotov e o Kaganovich tiveram seus lançadores substituídos durante a guerra por modelos 1-N mais modernos. Os cruzadores do Projeto 26 podiam carregar 96 minas navais KB ou 164 minas Modelo 1912. Também foram montados dois trilhos de cargas de profundidade, além de quatro lançadores BMB-1. Vinte cargas de profundidade grandes BB-1 e trinta pequenas BM-1 podiam ser levadas. Sonar algum foi instalado nas embarcações do Projeto 26 e Projeto 26bis, mas tinham um sistema acústico de comunicação subaquática Arktur. O Kaganovich e Kalinin foram equipados com um sistema ASDIC-132 Lend-Lease, chamado pelos soviéticos de Drakon-132, além do sistema de sonar experimental Mars-72.
O Projeto 26 foi equipado com um sistema de controle de disparo Molniya para a bateria principal que tinha um computador mecânico TsAS-2 e o diretório KDP3-6. Cada torre e o diretório eram equipados com telêmetros DM-6 que permitiam que vários alvos fossem enfrentados pela combinação de controle de disparo local e central. O Projeto 26bis e Projeto 26bis2 foram equipados com o aprimorado sistema Molniya-AT, que podia aceitar dados de aeronaves. O armamento antiaéreo do Projeto 26 e Projeto 26bis2 era controlado pelo sistema Gorizont-1 com um computador SO-26, um giroscópio Gazon e dois diretórios SPN-100, um em cada lateral da superestrutura. O Voroshilov tinha diretórios SPN-200. Cada diretório tinha um telêmetro de três metros totalmente estabilizado. O Projeto 26bis tinha um sistema Gorizont-2 mais avançado com giroscópio vertical Shar.
O Molotov foi o primeiro navio de guerra soviético equipado com um radar, que era um sistema de aviso aéreo Redut-K instalado em 1940 e que ele continuou usando durante toda a Segunda Guerra Mundial. Os outros cruzadores da classe foram em sua maioria equipados com radares de Lend-Lease. Os britânicos Tipo 281 e 291 mais o norte-americano SG foram usados para varredura aérea. Radares de controle de disparo para a bateria principal eram os britânicos Tipo 284 e 285, já o radar de controle de disparo antiaéreo era o também britânico Tipo 282. Os radares de artilharia soviéticos Yupiter-1 e  Mars-1 foram equipados em 1944 no Molotov e também no Kalinin.

### Blindagem
O esquema de blindagem formava um invólucro ao redor das áreas vitais. O cinturão, convés e anteparas transversais, mais as torres de artilharia e barbetas, tinham uma espessura uniforme de cinquenta milímetros. A torre de comando tinha laterais de 150 milímetros e teto de cem milímetros. Uma caixa de vinte milímetros protegia os equipamentos de direção e várias posições de controle tinham proteção contra estilhaços: catorze milímetros para a posição de controle de torpedos, oito para o controle de disparo da bateria principal e escudos das armas secundárias, sete para a posição de controle da bateria secundária e por fim laterais e tetos de 25 para a estação de comando auxiliar.
O cinturão principal tinha 121 metros ou 64,5 por cento do comprimento dos navios. Tinha 3,4 metros de altura, dos quais 1,33 metros ficavam abaixo da linha de flutuação projetada. Um fundo duplo estendia-se além das anteparas transversais blindadas e uma fina antepara longitudinal dava alguma proteção contra inundações. Foi considerado que era muito fina para aguentar a detonação de um torpedo, mas possivelmente a antepara oposta poderia sobreviver, o que causaria um adernamento de uma inundação assimétrica.
A blindagem dos navios do Projeto 26 era vulnerável a canhões de contratorpedeiros em distâncias inferiores a dez quilômetros, assim os outros cruzadores receberam blindagem adicional. O cinturão, anteparas transversais e a parte da frente das torres de artilharia foram aumentados para setenta milímetros, enquanto a caixa envolta dos equipamentos de direção passou a ser de trinta milímetros. Uma singularidade do esquema de proteção dos últimos quatro navios era a junta entre o convés blindado e o cinturão. As extremidade superior e inferior do cinturão eram afuniladas, com a superfície externa angulando para uma espessura de 45 milímetros nos duzentos milímetros da extremidade. Similarmente, a extremidade do convés também diminuía de espessura para 25 milímetros nos duzentos milímetros mais externos. Os historiadores Vladimir Yabukov e Richard Worth especularam que "Esta costura na proteção, representando uma pequena área alvo, pode ter servido simplesmente para economizar peso e simplificar a construção".

### Aeronaves

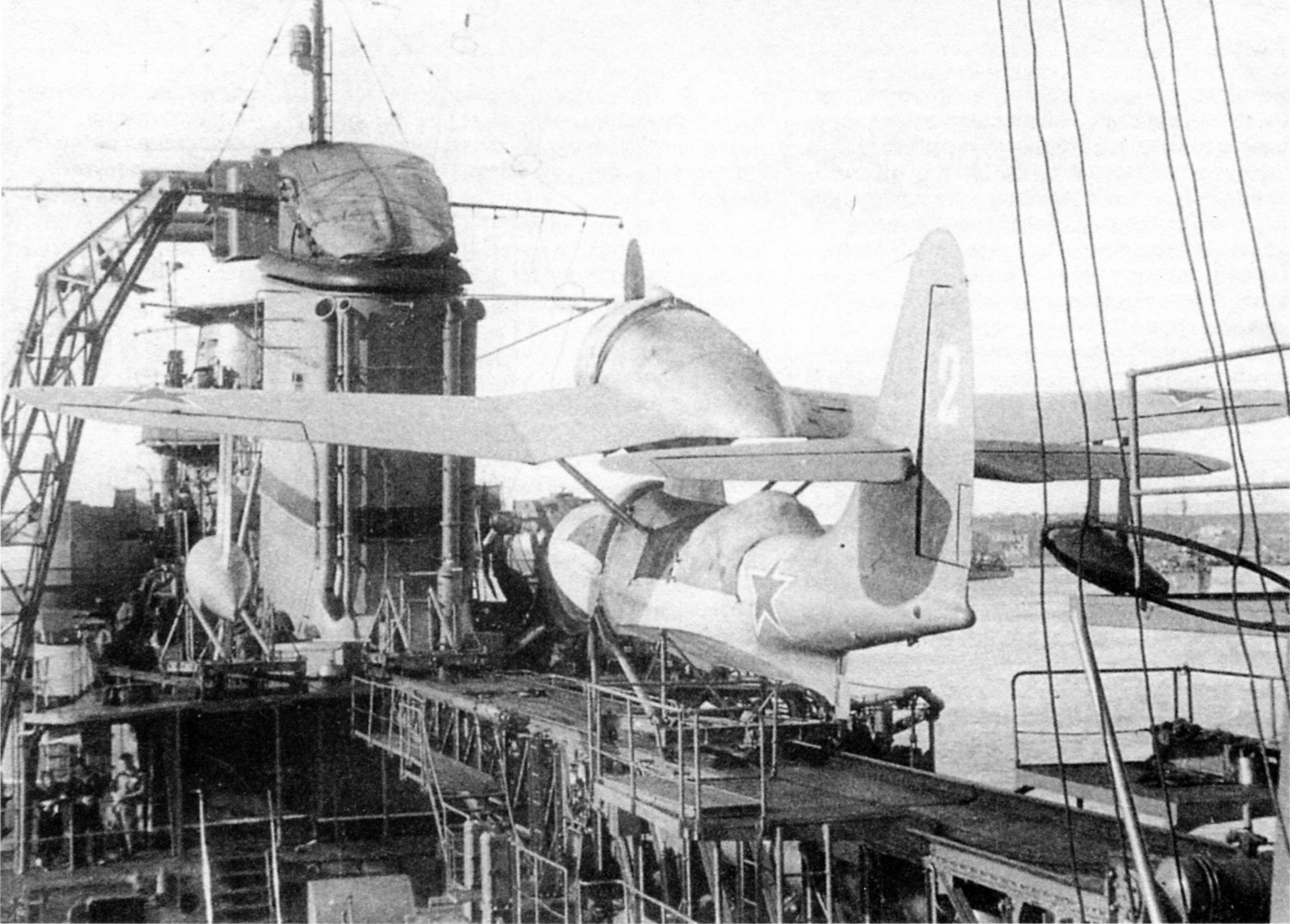
Um hidroavião KOR-2 montado na catapulta do Molotov em 1941

A Classe Kirov foi projetada para carregar dois hidroaviões, mas as catapultas alemãs precisaram ser importadas. Duas catapultas Heinkel K-12 foram compradas em 1937 para os cruzadores do Projeto 26. Elas podiam girar 360 graus e lançar aeronaves de 2,7 toneladas a uma velocidade de 125 quilômetros por hora, porém nenhum avião soviético adequado existia até o hidroavião KOR-1 entrar em serviço em setembro de 1939. Ele mostrou-se inadequados para amerrissagens em mares bravios e e seus modelos foram desembarcados em 1941 quando a invasão alemã começou. Os navios do Projeto 26bis tinham catapultas ZK-1 soviéticas de desempenho aproximadamente comparável, porém nunca foram usadas pela falta de aeronaves adequadas disponíveis.
As catapultas das embarcações do Projeto 26 foram removidas em 1941 a fim de liberar espaço para mais canhões antiaéreos, com o mesmo ocorrendo com o Molotov em 1942. Este recebeu uma catapulta ZK-1a em 1943 e realizou com sucesso experimentos lançando um caça britânico Supermarine Spitfire. Os navios do Projeto 26bis2 só foram receber catapultas depois do fim da guerra, quando foram equipados com modelos ZK-2b. Entretanto, todos os cruzadores da classe tiveram suas catapultas removidas até 1947.

## Navios
O Kirov foi o protótipo e o primeiro a ser finalizado, mesmo com o batimento de quilha do Voroshilov tendo ocorrido primeiro. Os testes marítimos do Kirov foram decepcionantes pois suas turbinas italianas inicialmente tinham pequenos defeitos, além de ser um nó (1,9 quilômetros por hora) mais lento do que prometido. Os italianos salientaram que a garantia se aplicava apenas se o deslocamento fosse de 7,2 mil toneladas ou menos, com o navio tendo um sobrepeso de mais de quinhentas toneladas. As torres de artilharia tinham vários problemas de dentição e infligiam mais danos de onda de choque do que o esperado, mostrando que o plano de soldagem não tinha sido seguido. Seus arcos de disparo foram reduzidos em uma tentativa de mitigar o problema. As turbinas soviéticas do Voroshilov eram mais potentes do que o esperado e quase alcançaram a velocidade projetada.
Componentes para os navios do Projeto 26bis2 foram fabricados na parte ocidental da União Soviética, Ordzhonikidze para o Kalinin e Marti para o Kaganovich, e enviados para Komsomolsk-on-Amur no Oceano Pacífico para serem montados. Eles foram lançados de docas secas e rebocados incompletos para Vladivostok para equipagem.
| Navio       | Projeto        | Construtor       | Batimento              | Lançamento             | Comissionamento        | Destino            |
| ----------- | -------------- | ---------------- | ---------------------- | ---------------------- | ---------------------- | ------------------ |
| Kirov       | Projeto 26     | Estaleiro Nº 189 | 22 de outubro de 1935  | 30 de novembro de 1936 | 26 de setembro de 1938 | Desmontado em 1974 |
| Voroshilov  | Projeto 26     | Estaleiro Nº 198 | 15 de outubro de 1935  | 28 de junho de 1937    | 20 de junho de 1940    | Desmontado em 1973 |
| Maxim Gorky | Projeto 26bis  | Estaleiro Nº 189 | 20 de dezembro de 1936 | 30 de abril de 1938    | 12 de dezembro de 1940 | Desmontado em 1959 |
| Molotov     | Projeto 26bis  | Estaleiro Nº 198 | 14 de janeiro de 1937  | 4 de dezembro de 1939  | 14 de junho de 1941    | Desmontado em 1972 |
| Kaganovich  | Projeto 26bis2 | Estaleiro Nº 199 | 26 de agosto de 1938   | 7 de maio de 1944      | 6 de dezembro de 1944  | Desmontado em 1960 |
| Kalinin     | Projeto 26bis2 | Estaleiro Nº 199 | 12 de agosto de 1938   | 8 de maio de 1942      | 31 de dezembro de 1942 | Desmontado em 1963 |

## História

### Segunda Guerra

#### Mar Báltico

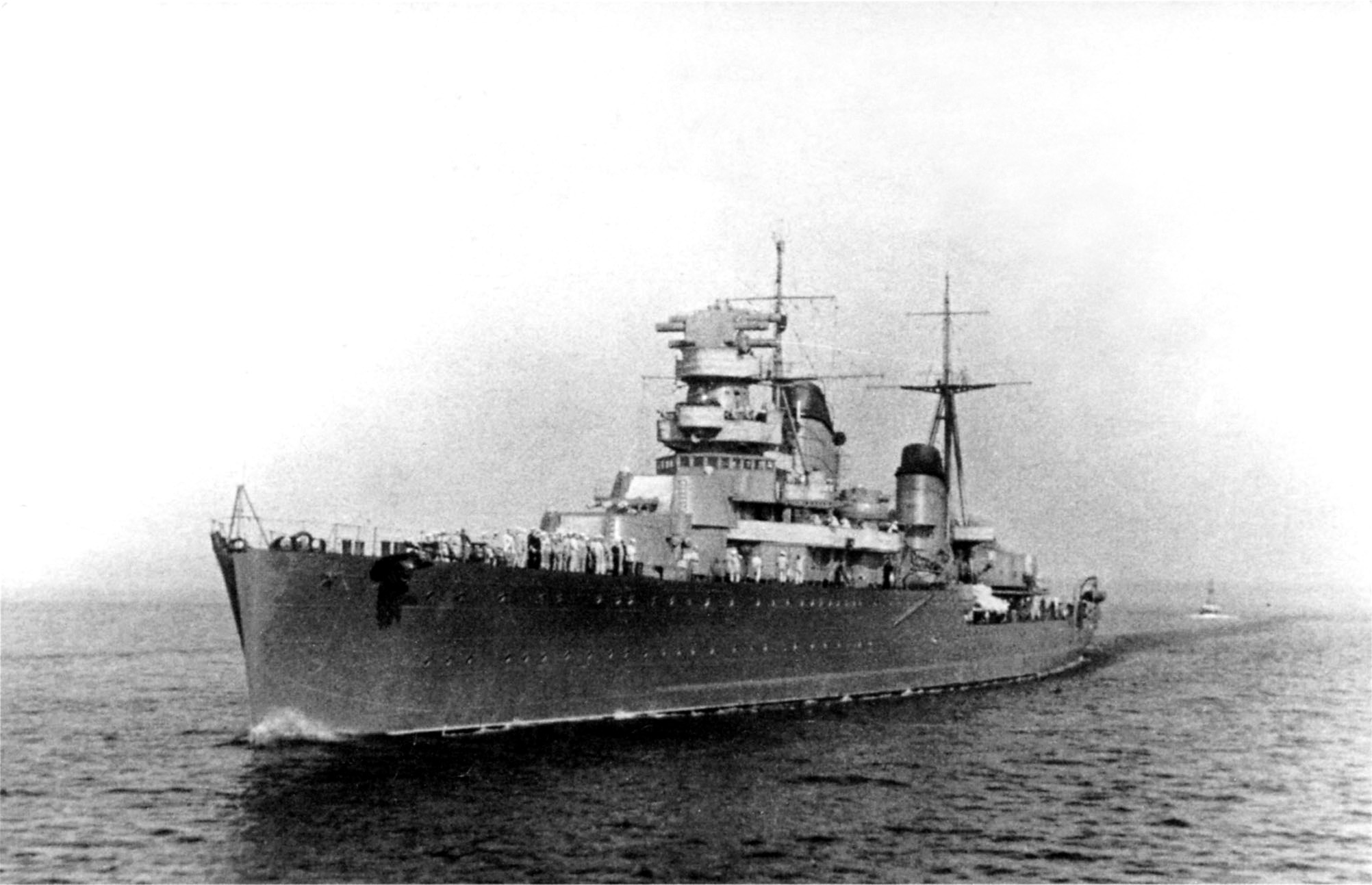
O Maxim Gorky em 1941

O Kirov foi comissionado na Frota do Báltico na segunda metade de 1938, mas ainda ficou sob obras até o início do ano seguinte. Viajou para Riga em 22 de outubro de 1940 quando a União Soviética ocupou a Letônia, no dia seguinte navegando para Liepāja. Ele escoltou os contratorpedeiros Smetlivi e Stremitel'ni durante a Guerra de Inverno em uma tentativa de bombardearem baterias litorâneas finlandesas em Russarö, cinco quilômetros ao sul de Hanko. O cruzador disparou apenas 35 projéteis antes de ser danificado por vários quase acertos e precisou voltar para a base soviética em Liepāja a fim de passar por reparos. Permaneceu no local pelo restante da Guerra de Inverno e depois disso ficou sob reparos em Kronstadt de outubro de 1940 até 21 de maio de 1941.
O Kirov e o Maxim Gorky foram transferidos em 14 de junho de 1941 para o Golfo de Riga, pouco antes do início da invasão alemã da União Soviética. Os dois participaram de operações no final do mês dando cobertura para o estabelecimento de campos minados, porém o Maxim Gorky e suas escoltas entraram em um campo minado alemão no dia 23, com o cruzador perdendo sua proa ao bater em uma mina. O contratorpedeiro Gnevni também batei em uma e afundou, mas o Maxim Gorky conseguiu voltar para o porto. Foi transferido depois com ajuda para Tallinn e então para Kronstadt. O Kirov também foi para Tallinn no final do mês, mas antes precisou reduzir seu peso para poder passar pelas águas rasas do Estreito de Moon.
Uma nova proa para o Maxim Gorky foi fabricada em Kronstadt e acoplada ao navio em 21 de julho. O Kirov deu suporte de artilharia para a defesa de Tallinn e atuou no final de agosto como capitânia da frota de evacuação para Leningrado. Pela maior parte do restante da guerra os dois cruzadores ficaram bloqueados em Leningrado e Kronstadt por vários campos minados alemães e a única coisa que puderam fazer foi dar suporte de artilharia durante o Cerco de Leninegrado entre 1941 e 1944 e durante a Ofensiva de Vyborg–Petrozavodsk em meados de 1944. Os dois foram danificados por ataques aéreos e artilharia alemãs, mas puderam ser consertados ainda no decorrer do conflito.

#### Mar Negro
O Voroshilov deu cobertura em 23 de junho de 1941 para contratorpedeiros que bombardearam Constança. O cruzador bombardeou posições próximas de Odessa em meados de setembro, sendo transferido para Novorossisk pouco depois. Foi acertado duas vezes em 2 de novembro por Junkers Ju 88 enquanto estava no porto, com uma bomba iniciando um incêndio em um depósito de munição que foi extinguido pela inundação causada pela segunda. Foi rebocado para Poti e seus reparos ocorreram até fevereiro de 1942. Ele então bombardeou posições inimigas próximas de Teodósia em 2 de abril, até ser danificado por quase acertos no dia 10, voltando para Batumi para passar por reparos. Deu suporte em maio para tropas soviéticas próximas de Kerch e na Península de Taman enquanto ajudava a transferir a 9ª Brigada de Infantaria Naval para Sebastopol. Foi danificado por minas em 29 de novembro enquanto bombardeava Fidonisi, mas conseguiu voltar para Poti por conta própria. Deu suporte para o desembarque de forças soviéticas atrás das linhas alemãs em janeiro de 1943. Três contratorpedeiros foram afundados por aeronaves alemãs em 6 de outubro enquanto tentavam interromper a evacuação de tropas de Taman, fazendo o ditador Josef Stalin proibir o uso de unidades navais grandes sem sua permissão, o que teve o efeito de encerrar a participação do Voroshilov na guerra.

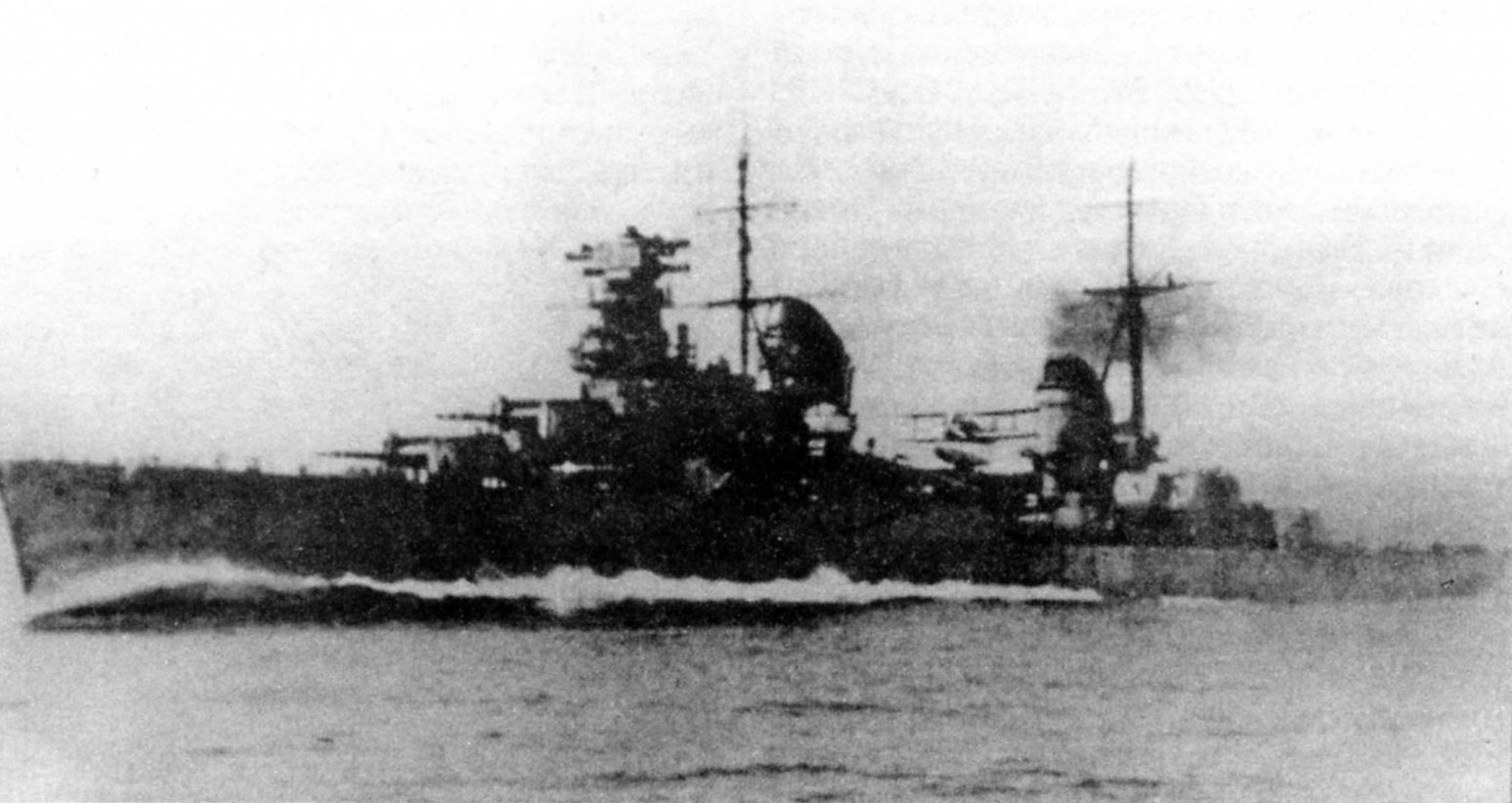
O Molotov c. 1940–1941

O Molotov entrou em serviço pouco antes da invasão alemã e passou a maior parte de 1941 movendo-se de porto em porto com o objetivo de tirar vantagem de seu radar. Bombardeou posições alemãs próximas de Fidonisi no início de novembro e então foi para Sebastopol transportando de Poti elementos da 386ª Divisão de Rifles. Foi danificado pela artilharia inimiga em 29 de dezembro enquanto desembarcava as tropas, mas mesmo assim foi capaz de embarcar seiscentos feridos ao partir. Continuou atuando como navio de transporte durante a primeira semana de janeiro de 1942. Danificou sua proa na noite dos dias 21 para 22 durante uma tempestade em Tuapse quando foi jogado contra o cais. Passou a maior parte do mês seguinte sob reparos, porém a proa não pode ser endireitada, o que reduziu sua velocidade em vários nós. Fez várias surtidas de bombardeio litorâneo em apoio a tropas soviéticas no Cerco de Sebastopol, retornando para Poti em 20 de março a fim de passar por reparos permanentes. O navio fez várias viagens de transporte em junho em suporte para a guarnição de Sebastopol. Sua popa foi explodida em 2 de agosto por ataques aéreos conjuntos com ataques de lanchas torpedeiras italianas. Teve sua velocidade reduzida para dez nós (dezenove quilômetros por hora) e precisou ser manobrado apenas com os motores. Ficou sob reparos em Poti até 31 de julho de 1943, recebendo a popa do incompleto cruzador rápido Frunze da Classe Chapaiev, o leme do incompleto cruzador Zhelezniakov também da Classe Chapaiev, os equipamentos de direção do Kaganovich e o sensor de direção do submarino L-25. Não mais atuou na guerra depois disso pelas ordens de Stalin.

### Pós-guerra

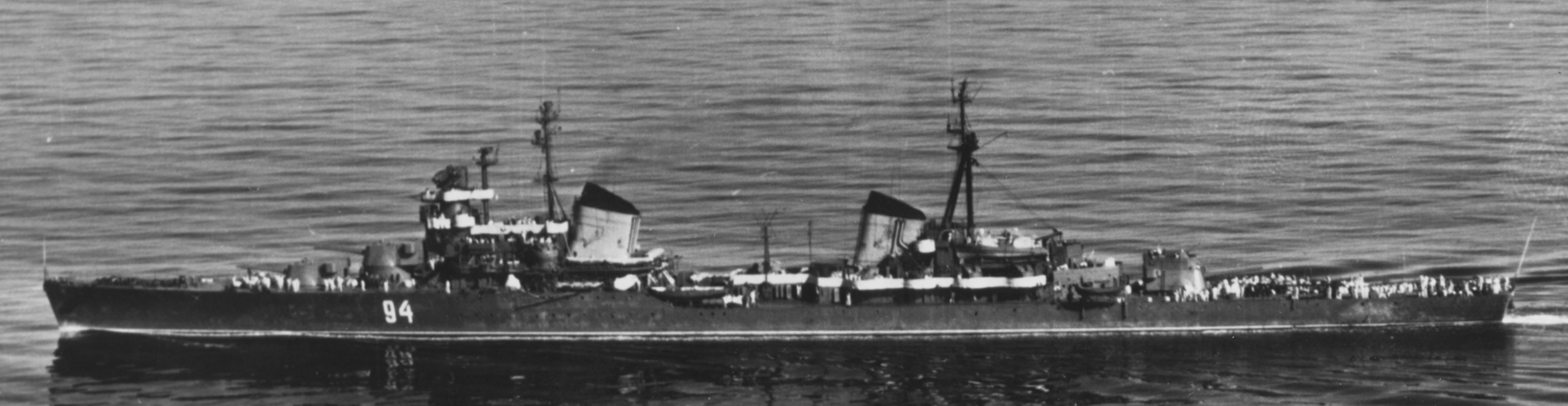
O Petropavlovsk em setembro de 1958

O Kirov foi danificado por uma mina alemã 17 de outubro de 1945 enquanto deixava Kronstadt, ficando sob reparos até 20 de dezembro de 1946. Foi reformado entre novembro de 1949 e abril de 1953, com seus maquinários reformulados e radares, sistemas de controle de disparo e armas antiaéreas substituídas pelos modelos soviéticos mais modernos. Foi reclassificado em 2 de agosto de 1961 como um cruzador de treinamento, visitando a Polônia e Alemanha Oriental regularmente até ser descartado em 22 de fevereiro de 1974. Duas de suas torres de artilharia foram instaladas em Leningrado como um monumento. O Maxim Gorky testou em dezembro de 1950 o Kamov Ka-10, o primeiro helicóptero naval soviético, com sua reforma começando em 1953. Esta foi planejada para ser igual ao do Kirov, mas com um aumento de deslocamento de mil toneladas pela adição de protuberâncias antitorpedo, o que reduziria sua autonomia e velocidade máxima. A Frota Naval Militar reavaliou o escopo do trabalho em 1955 e considerou que era insuficiente para criar um navio totalmente moderno, assim as reforças foram suspensas. O Maxim Gorky foi descartado em 18 de abril de 1959 depois que foi decidido que ele não era necessário como alvo para testes de mísseis.
O Voroshilov iniciou sua modernização pós-guerra em abril de 1954, mas enfrentou as mesmas questões que o Maxim Gorky. Foi escolhido em 17 de fevereiro de 1956 para conversão em uma plataforma de testes para o Projeto 33 de desenvolvimento de mísseis. O processo de conversão foi prolongado, com seu armamento sendo removido e recebendo uma superestrutura e mastros totalmente novos, sendo recomissionado apenas em 31 de dezembro de 1961 como OS-24. Foi modernizado sob o Projeto 33M entre 11 de outubro de 1963 e 1º de dezembro de 1965. Foi convertido em alojamento flutuante em 6 de outubro de 1972 e brevemente redesignado como PKZ-19, sendo descartado em 2 de março de 1973. Uma de suas hélices e uma âncora estão em exibição na Montanha Sapun como parte do Museu da Defesa Heroica e Libertação de Sebastopol.
O Molotov sofreu um incêndio em uma das salas da segunda torre de artilharia em 5 de outubro de 1946 que forçou a inundação do depósito de munição correspondendo; 22 marinheiros morreram no acidente e outros vinte ficaram feridos. Ele foi usado no final da década de 1940 como uma plataforma de testes para sistemas de radares que seriam usados nos cruzadores da Classe Chapaiev e da Classe Sverdlov. Foi modernizado entre 1952 e 29 de outubro de 1955, sendo renomeado em 3 de agosto de 1957 para Slava depois de Viatcheslav Molotov ter caído em desgraça com Nikita Khrushchov. Foi reclassificado como cruzador de treinamento em 3 de agosto de 1961 e enviado ao Mar Mediterrâneo entre 5 e 30 de junho de 1967 para demonstrar apoio à Síria durante a Guerra dos Seis Dias. Voltou para o Mediterrâneo de setembro a dezembro de 1970, ajudando o contratorpedeiro Bravi depois deste ter colidido em 9 de novembro com o porta-aviões britânico HMS Ark Royal. Foi descartado em 4 de abril de 1972.
O Kaganovich e Kalinin tinham sido comissionados antes do fim da guerra como parte da Frota do Pacífico, mas nada fizeram durante o conflito. De qualquer forma, o Kaganovich só foi ser finalizado totalmente em 29 de janeiro de 1947. O Kalinin foi colocado na reserva em 1º de maio de 1956, mas restaurado ao serviço ativo em 1º de dezembro de 1957. Foi desarmado e convertido em um alojamento flutuante em 6 de fevereiro de 1960, sendo descartado em 12 de abril de 1963. O Kaganovich foi renomeado para Lazar Kaganovich em 3 de agosto de 1945 para distingui-lo do irmão Mikhail Kaganovich, que tinha caído em desgraça. Foi renomeado para Petropavlovsk em 3 de agosto de 1957 depois de Lazar Kaganovich ter sido expurgado do governo por uma tentativa fracassada de golpe de estado contra Khrushchov. Sua superestrutura foi seriamente danificada por um tufão fortíssimo em 17 de setembro de 1957 e os reparos não foram considerados econômicos. Foi descartado para desmontagem em 6 de fevereiro de 1960.